# 母指内転筋
母指内転筋（ぼしないてんきん、Adductor pollicis muscle）は、母指球筋に数えられる筋肉のうちの1つである。ヒトの上肢の筋肉で母指の内転を行う。
横頭は第3中手骨掌面、斜頭は有頭骨、第2・3中手骨底掌側から起こり、両頭が合流して、第1中手骨頭尺側種子骨、母指基節骨底で停止する。
なお、ヒトの母指球筋側に存在する内転筋（母指内転筋）に当たる筋肉は、ヒトの小指球筋側には存在しない。ちなみに、小指球筋は全て母指内転筋と同じく、尺骨神経による支配を受けている。